# Поповка (приток Сновы)
Попо́вка — ручей в Долгоруковском районе Липецкой области, левый приток Сновы. Впадает в Снову в 47 км выше её устья. Длина 13 км, площадь водосборного бассейна — 70,4 км².

## Описание
Ручей имеет исток севернее села Слепуха, устье в деревне Карташовка.
Питание снеговое, дождевое, родниковое. Крупных притоков не имеет, в верхнем течении впадают несколько небольших ручьёв. В среднем течении имеет крупную запруду (близ деревни Карташовка). Не судоходна.

## Данные водного реестра
По данным государственного водного реестра России относится к Донскому бассейновому округу, водохозяйственный участок реки — Дон от города Задонск до города Лиски, без рек Воронеж (от истока до Воронежского гидроузла) и Тихая Сосна, речной подбассейн реки — бассейны притоков Дона до впадения Хопра. Речной бассейн реки — Дон (российская часть бассейна).
Код объекта в государственном водном реестре — 05010100812207000002089.

## Населённые пункты от истока к устью
- Тёпленькая Вторая
- Слепуха
- Александровка
- Карташовка